# Våra allra bästa
Våra allra bästa är ett samlingsalbum som släpptes 23 juni 2017 av det svenska dansbandet Arvingarna. Albumet innehåller också två nya låtar.

## Låtlista
1. Johanna
2. Eloise
3. Ta mig tillbaka nu
4. Bo Diddley
5. Jag tror på oss igen
6. Semester
7. Kung i stan
8. Finns det någon annan nu
9. Kyss mig
10. De ensammas promenad
11. Chilla ner
12. Pamela
13. Hur ska det bli, hur ska det gå
14. Sloop John B
15. Gud, vad hon är läcker (Crawling from the Wreckage)
16. Det kan du lita på
17. Det svär jag på
18. Hon kommer med sommaren
19. Räck mej din hand
20. Ljug mig het
21. Änglarnas jul